# Морон (Аргентина)
Морон (шп. Morón) је град у Аргентини у покрајини Буенос Ајрес. Према процени из 2005. у граду је живело 280.561 становника.

## Становништво
Према процени, у граду је 2005. живело 280.561 становника.
| 1980.   | 1991.   | 2001.   |
| ------- | ------- | ------- |
| 598.420 | 334.301 | 309.380 |